# Wadowice
Wadowice (lengyelül Wadowice, németül Frauenstadt) város Lengyelország déli részén, Kis-Lengyelország vajdaságban.

## Fekvése
Lengyelország déli részén, pontosabban a Kis-lengyelországi vajdaságban, a Skawa folyó partján fekszik.

## Híres szülöttei
- Karol Józef Wojtyła, a későbbi II. János Pál pápa.

## Testvérvárosai
- Assisi, Olaszország
- Canale d’Agordo, Olaszország
- Carpineto Romano, Olaszország
- Pietrelcina, Olaszország
- San Giovanni Rotondo, Olaszország
- Marktl, Németország
- Kecskemét, Magyarország
- Chicago Heights, Amerikai Egyesült Államok